# 格溫 (密西西比州)
格溫（英語：Gwin）是位於美國密西西比州霍爾姆斯縣的非建制地區。

## 地理
格溫所處的海拔為高於海平面35米（即115英呎），而該地所採用的時區為UTC-6，即北美中部時區（CST）。同時該地設有夏令時間，為UTC-6調快一小時，即UTC-5（CDT）。